# Kanelbrynad honungsfågel
Kanelbrynad honungsfågel (Melidectes ochromelas) är en fågel i familjen honungsfåglar inom ordningen tättingar.

## Utseende och läte
Kanelbrynad honungsfågel är en rätt stor medlem av familjen. Fjäderdräkten är mestadels sotgrå med vitfjällig rygg och olivgröna vingpennor. På huvudet syns en ljusgrön hudflik kring ögat, korta kanelbruna strimmor ovan och bakom ögat samt en röd teckning under kinden. Arten är lik både huonhonungsfågeln och blåögd honungsfågel, men kanelbrynad honungsfågel saknar olikt dessa en strimma i ansiktet ner från näbben. Lätet består av ett ljudligt skri eller en kacklande fras, återgiven som "“keeet! kwit-kwit-kwit-kwit-kwit-kwit-kwit!".

## Utbredning och systematik
Kanelbrynad honungsfågel förekommer på Nya Guinea. Den behandlas antingen som monotypisk eller delas in i tre underarter med följande utbredning:
- M. o. ochromelas – förekommer på västra Nya Guinea (Tamrau, Arfak och Wandammenberget)
- M. o. batesi – förekommer på sydöstra Nya Guinea (Weyland och Nassaubergen)
- M. o. lucifer – förekommer på nordöstra Nya Guinea (berg på Huonhalvön)

## Status
Arten har ett begränsat utbredningsområde, men beståndet anses vara stabilt. IUCN kategoriserar den som livskraftig.